# 加瓦尔尼冰斗

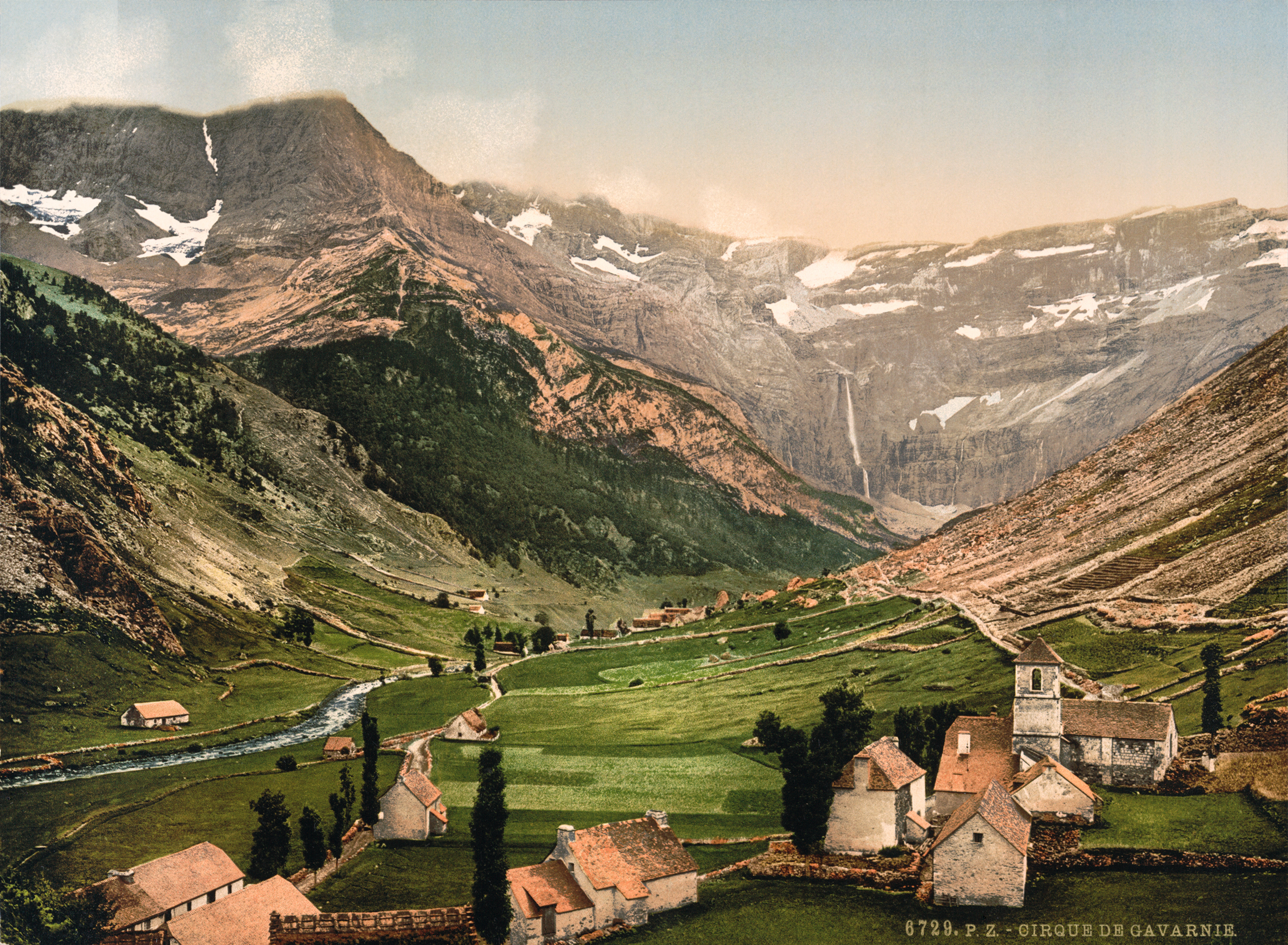
加瓦尔尼冰斗，约1900年

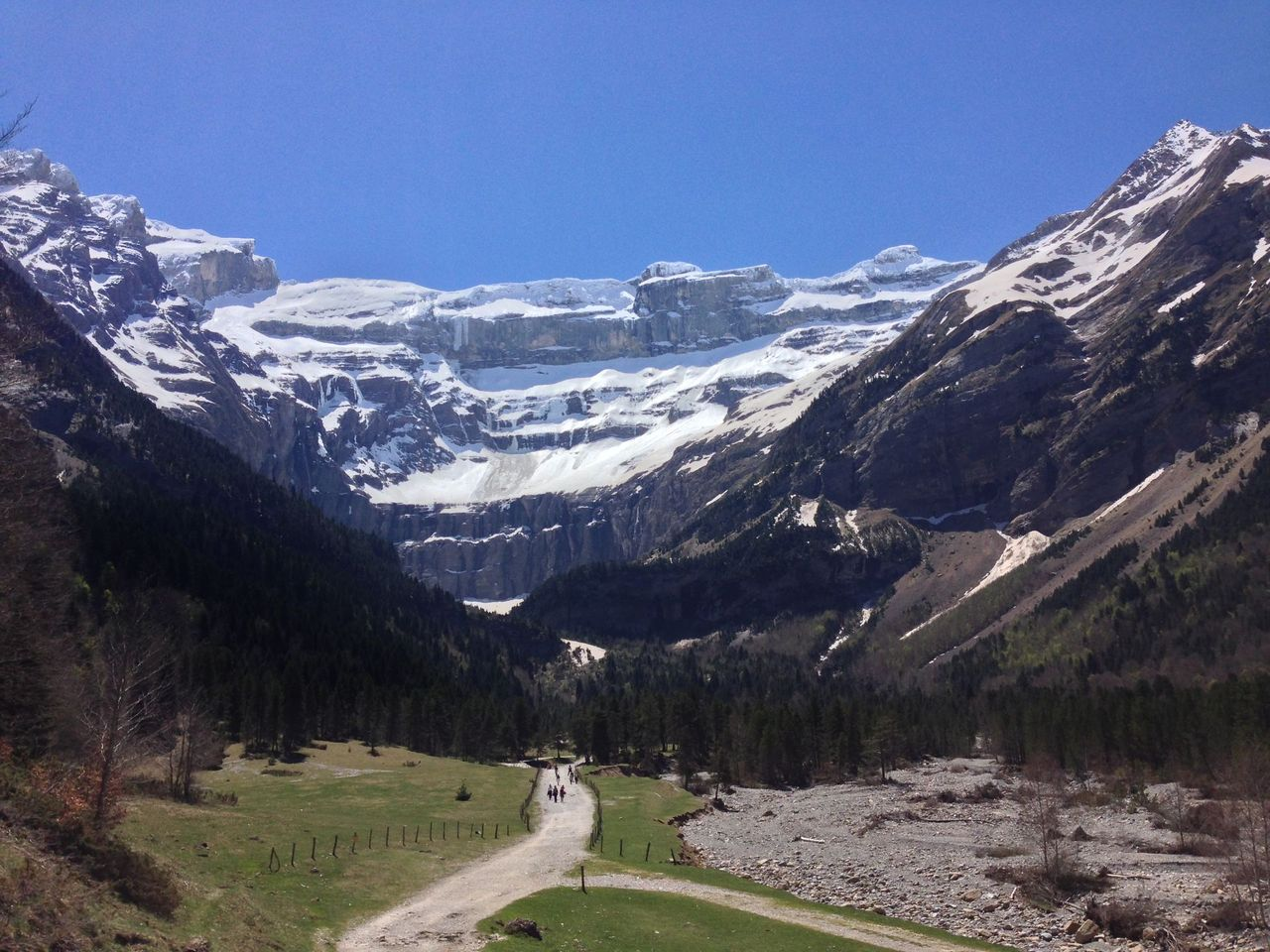
加瓦尔尼冰斗岩壁上的积雪

加瓦尔尼冰斗（法語：Cirque de Gavarnie，法語發音：[siʁk də ɡavaʁni]）是比利牛斯山脉中部的一个冰斗，位于法国西南部加瓦尔尼与比利牛斯國家公園，靠近法西边境。该冰斗宽800米（最深处），顶部宽约3,000米，周围岩壁高出地面1,500米。其主要景点为羅蘭豁口和加瓦尔尼瀑布。由于其面积巨大，呈马蹄形，酷似古代圓形劇場，维克多·雨果将其形容为“大自然的斗兽场”。1997年，加瓦尔尼冰斗作为比利牛斯山脉-佩尔迪多山世界遗产的一部分被列入联合国教科文组织世界遗产名录。
在春夏秋三季，许多大型融水瀑布会流入冰斗，其中最大的瀑布是加瓦尔尼瀑布，其为欧洲第二高的瀑布，总落差422米。

## 全景图

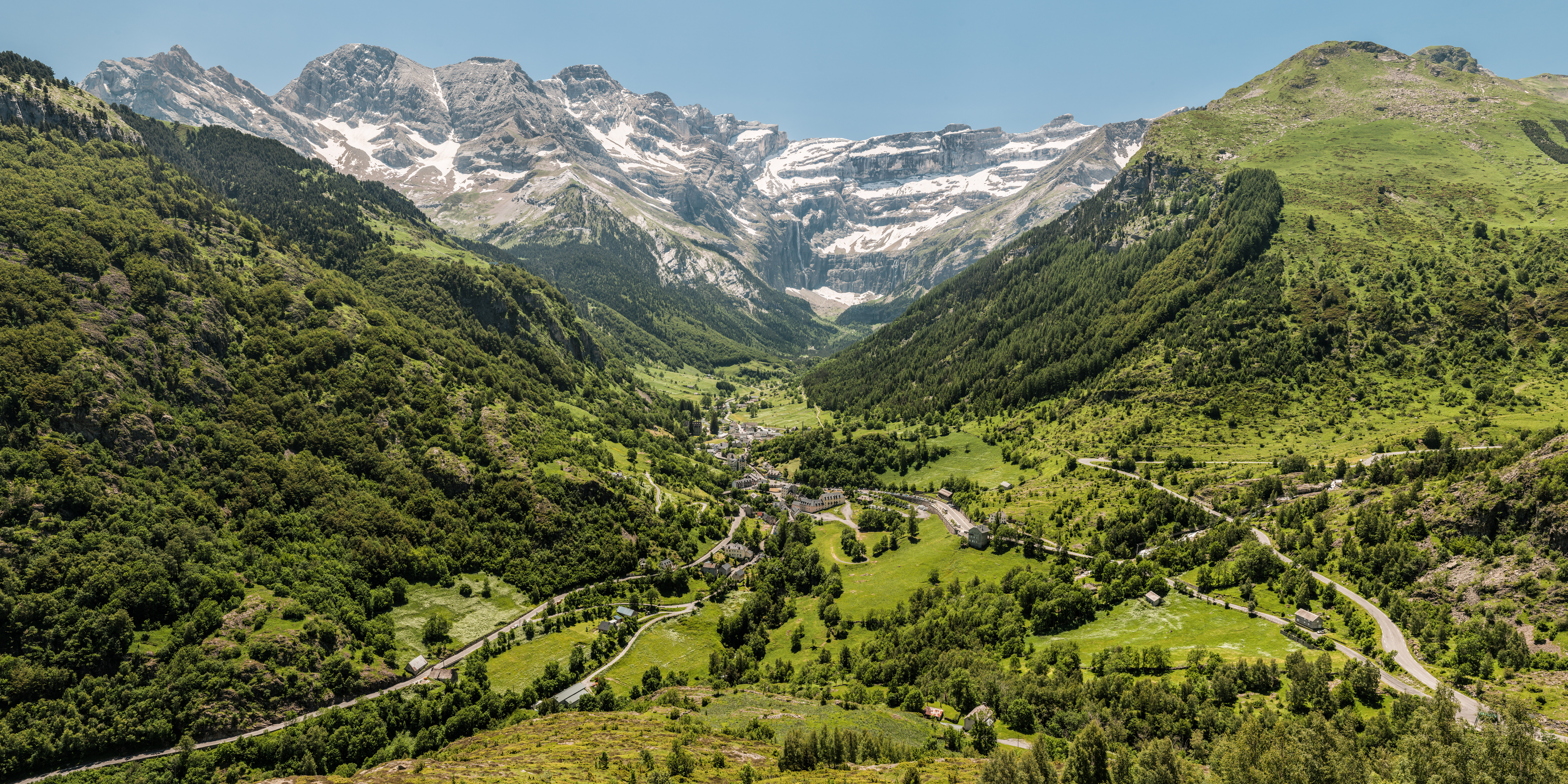
村庄与冰斗
加瓦尔尼瀑布